# سوق الثميري

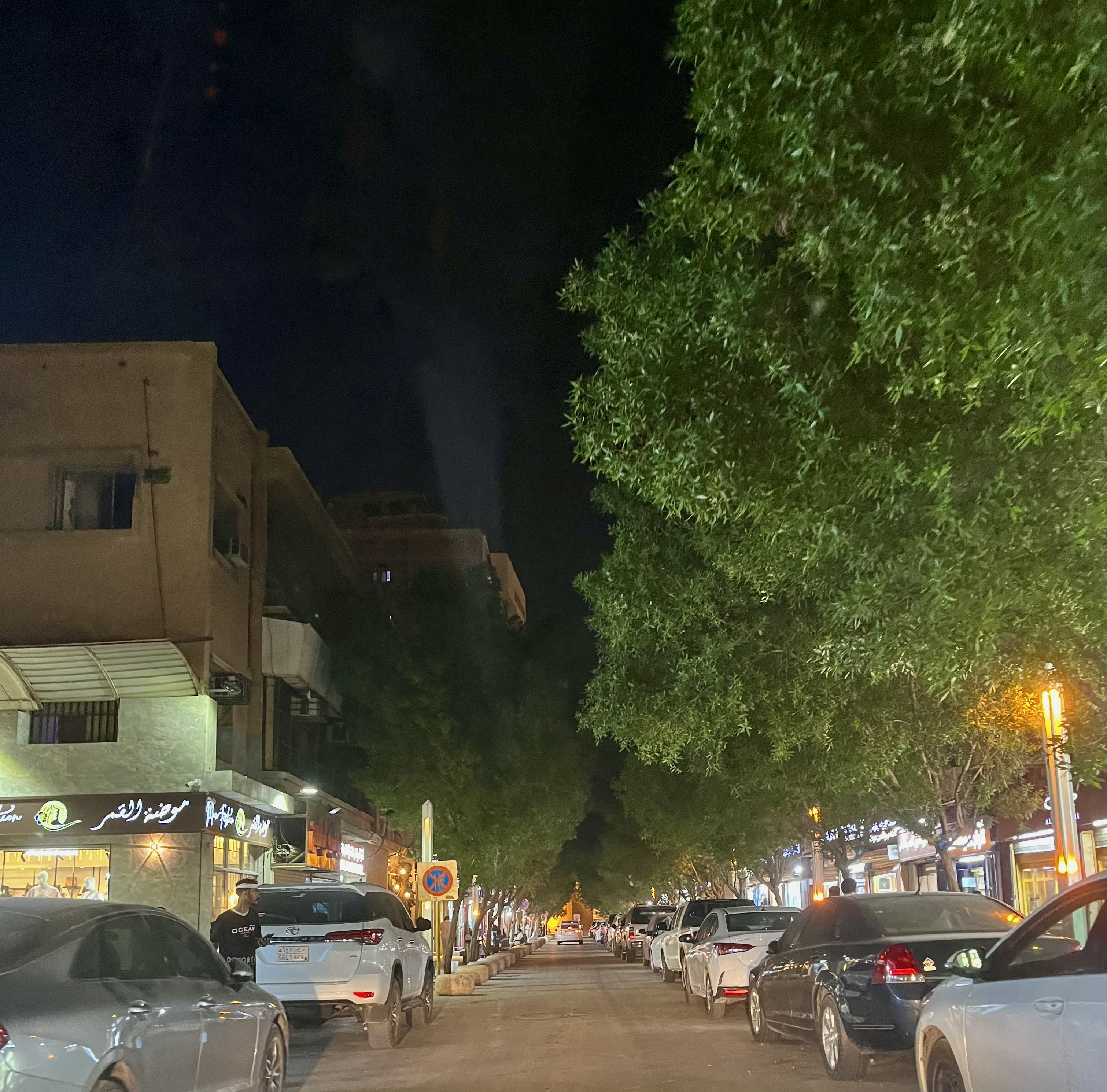
شارع الثميري, 2024

سوق الثميري، المعروف أيضًا بسوق برج الساعة، هو سوق تاريخي تقليدي يقع في حي الديرة (الرياض) في المملكة العربية السعودية، ويمتد على جانبي شارع الثميري في منطقة قصر الحكم. يُعرف السوق بأسواق الذهب ومحلات المجوهرات، بالإضافة إلى عدة محلات تراثية متخصصة في بيع الأسلحة القديمة وغيرها من التذكارات. يمتد السوق من بوابة الثميري التي سُمّيَ السوق تيمّناً بها، ويصل إلى برج ساعة الصفاة في الساحة. تمت إعادة بناء الشارع في التسعينيات وفقًا للطراز المعماري النجدي الحديث كجزء من مشروع تطوير منطقة قصر الحكم.

## التاريخ والخلفية

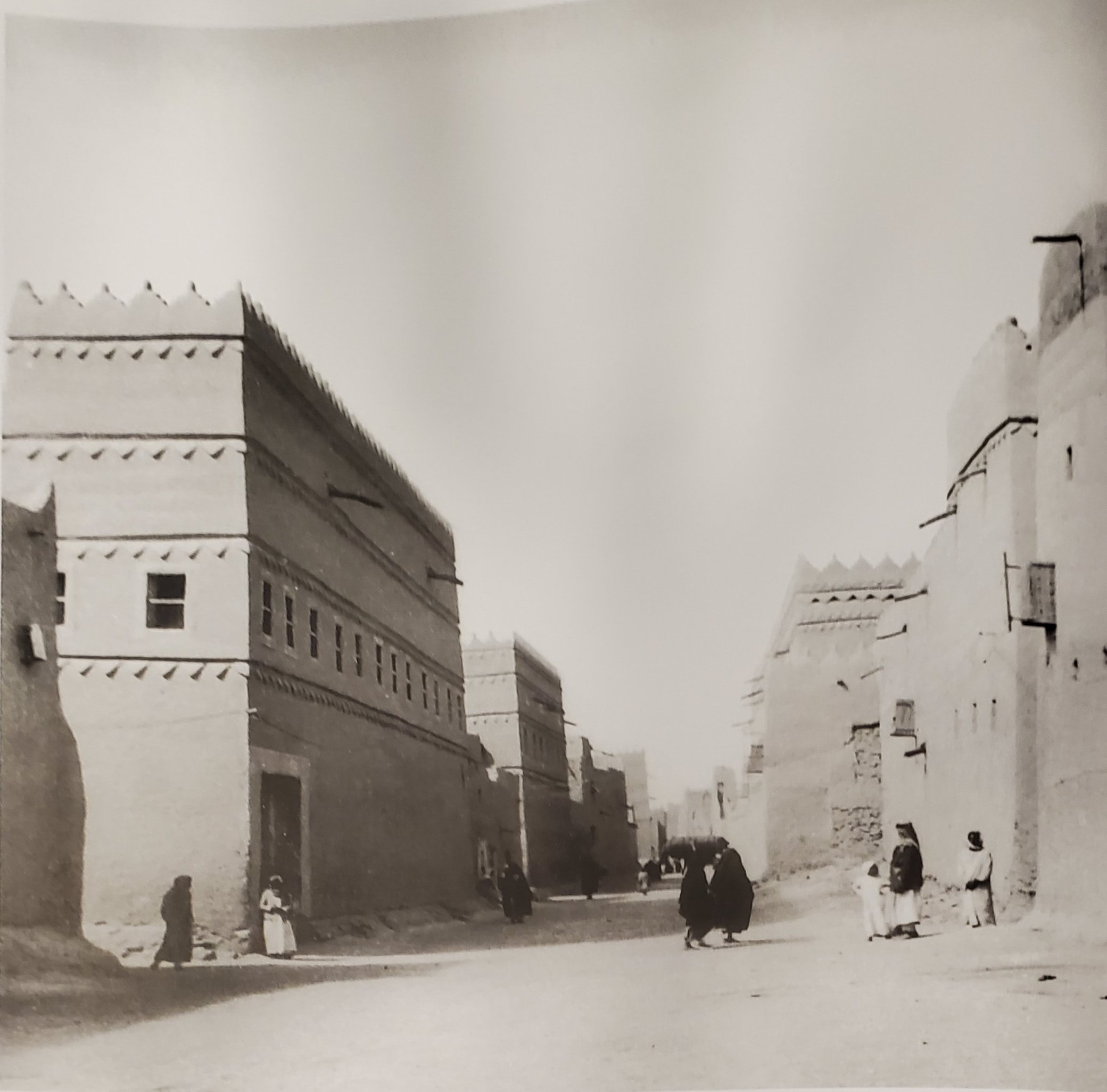
شارع الثميري, 1938

يُعتبر شارع الثميري من أقدم شوارع الرياض، وكان يشكّل المدخل الشرقي للمدينة المسورة عبر بوابة الثميري، ويفصل بين حلة الأجناب و الحلة القديمة. في عام 1923، تم رصف الشارع وتسويته في عهد الملك عبدالعزيز بن سعود، عندما كان قائدًا لإمارة نجد. كان الشارع يُسمّى شارع الملك عبد العزيز حتى الستينيات، حينما تم تغيير اسمه إلى شارع الثميري نسبة إلى بوابة الثميري في عهد الملك فيصل بن عبدالعزيز. في الأربعينيات، تم رصف الشارع بالإسفلت، وكان يُستخدم من قبل الملك عبد العزيز للتنقل بين قصر المربع و قصر الحكم. كما كان الشارع يضم منازل الأميرة نورة بنت عبدالرحمن و الأمير تركي الأول بن عبدالعزيز.
بعد هدم أسوار مدينة الرياض ووفاة الملك عبدالعزيز بن سعود، ومع التوسع السريع والتحديث الذي شهدته المدينة في خمسينيات و ستينيات القرن الماضي، بدأ قصر الحكم والمناطق المحيطة به تفقد أهميته تدريجيًا. وقد هجرت العديد من الأحياء مثل الظهيرة من قبل سكانها بحثًا عن فرص أفضل في شمال العاصمة. خلال عهد الملك فيصل بن عبدالعزيز، بدأ المسؤولون السعوديون يركزون على إحياء وتجديد المنطقة والحفاظ على أهميتها التاريخية والمعمارية.

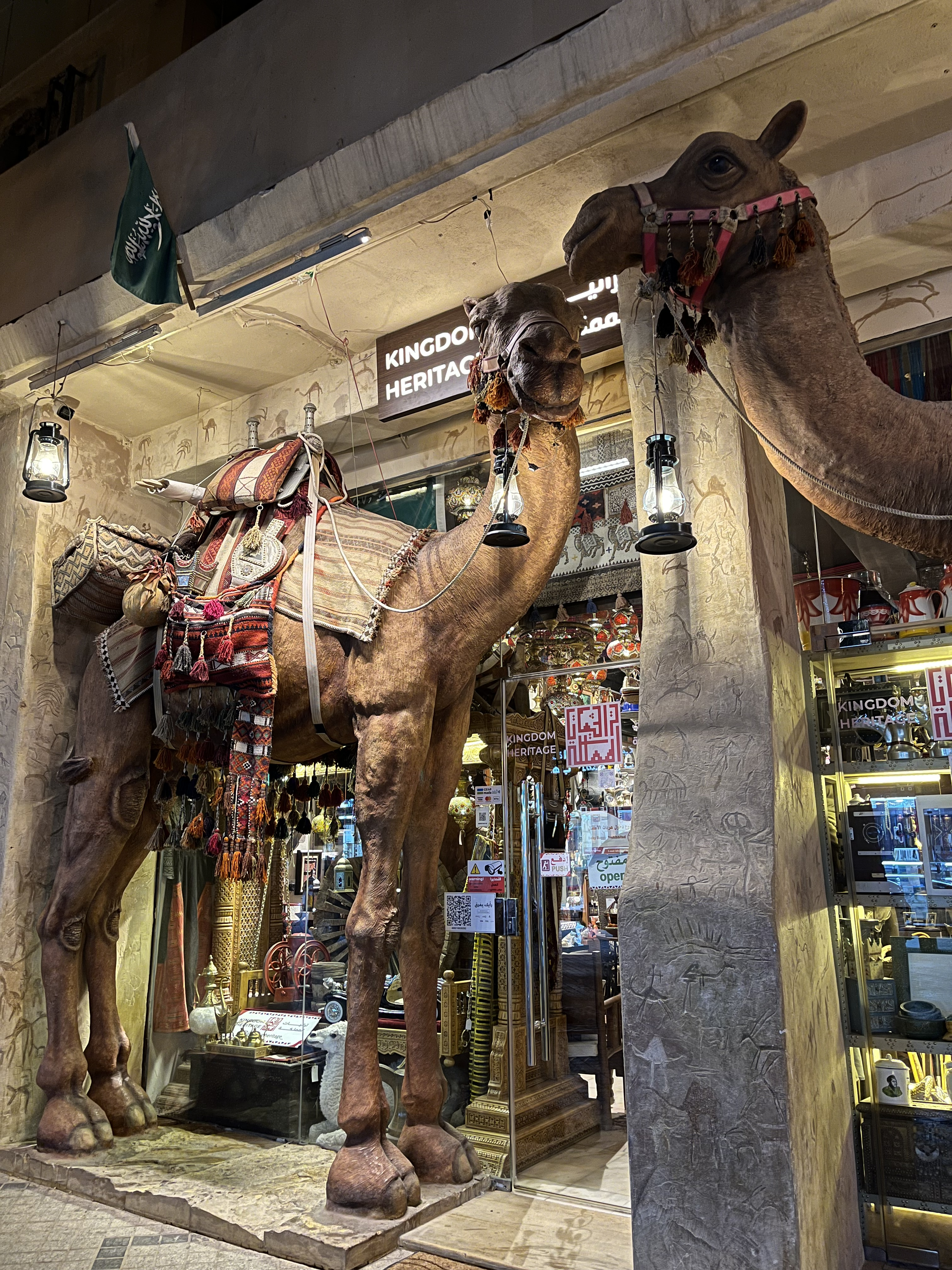
تمثالي جملين على بوابة متجر هدايا في سوق الثميري

في مارس 1973، أصدر الملك فيصل بن عبد العزيز توجيهاته إلى الشيخ عبدالعزيز الثنيان، أمين مدينة الرياض آنذاك، بإجراء دراسة شاملة للمنطقة المحيطة بقصر الحكم وتنفيذ مشروع تجديدها في العام التالي. في عام 1976، كلفت الهيئة العليا لتطوير مدينة الرياض مشروع تطوير منطقة قصر الحكم ووافقت على البرامج التنموية التي تم إعدادها لتحويل منطقة قصر الحكم إلى مركز ثقافي. تم الانتهاء من التصاميم بحلول عام 1979، واستمر البناء بين عامي 1983 و1992 على مرحلتين رئيسيتين، بتكلفة بلغت حوالي 500 مليون دولار أمريكي. وقد كان الأمير سلمان بن عبدالعزيز، أمير منطقة الرياض في ذلك الوقت، يشرف على المشروع.
أُعيد بناء الشارع من قبل الهيئة الملكية لمدينة الرياض في تسعينيات القرن الماضي بأسلوب العمارة النجدية الحديثة. يُعرف السوق بشعبيته بين متاجر الذهب والمجوهرات، كما يشتهر ببيع الأسلحة النارية القديمة. يزدحم السوق أيضًا بالمتسوقين خلال المواسم الاحتفالية مثل عيد الفطر و عيد الأضحى، حيث يقبل الزبائن عادةً على شراء الملابس الجاهزة.